# NP-fácil
Em complexidade computacional, a classe de complexidade NP-fácil é a classe de problemas que são solúveis em tempo polinomial por uma máquina de Turing determinística com um oráculo para algum problema de decisão em NP.
Em outras palavras, um problema X é NP-fácil se e somente se existe algum problema Y em NP tal que X é redutível em tempo polinomial a Y.  Isso significa que dado um oráculo para Y, existe um algoritmo que resolve X em tempo polinomial (possivelmente através do uso repetitivo dese oráculo).
NP-fácil é um outro nome para FPNP ou para FΔ2P.
Um exemplo de um problema NP-fácil é o problema de ordenação de uma lista de strings. O problema de decisão "a string A é maior que a string B" está em NP. Existem algoritmos como o Quicksort que podem ordenar a lista usando apenas um número polinomial de chamadas à função de comparação, além de uma quantidade polinomial de trabalhos adicionais. Portanto, ordenação é NP-fácil.
Também existem problemas mais difíceis que são NP-fácil. Veja NP-equivalente para um exemplo.
A definição de NP-fácil usa a redução em tempo polinomial e não a redução muitos-para-um porque as respostas do problema Y são apenas VERDADEIRO ou FALSO, mas as respostas do problema X podem ser mais abrangentes. Portanto, não existe um modo geral de traduzir uma instância de X para uma instância de Y com a mesma resposta.

## Notes
1. ↑  Garey & Johnson (1979), p. 117, 120.